# Ligeia (conto)
Ligeia (/laɪˈdʒiːə/) é um conto escrito pelo escritor americano Edgar Allan Poe, publicado pela primeira vez em 1838. A história segue um narrador sem nome e sua esposa Ligeia, uma mulher bonita e inteligente de cabelos negros. Ela adoece, compõe The Conqueror Worm e cita linhas atribuídas a Joseph Glanvill (que sugerem que a vida é sustentável apenas através da força de vontade) pouco antes de morrer. Após sua morte, o narrador se casa com Lady Rowena. Rowena fica doente e ela morre também. A narradora fica perturbada com o corpo durante a noite e observa Rowena lentamente voltar dos mortos — embora ela tenha se transformado em Ligeia. A história pode ser a alucinação induzida pelo ópio do narrador e há um debate sobre se a história era uma sátira. Após a primeira publicação da história no The American Museum, ela foi fortemente revisada e reimpressa ao longo da vida de Poe.

## Resumo da trama
A história é contada por um narrador não identificado que descreve as qualidades de Ligeia: uma mulher bonita, apaixonada e intelectual, de cabelos negros e olhos escuros. Ele acha que se lembra de encontrá-la "em uma cidade grande e decadente perto do Reno". Ele não consegue se lembrar de nada sobre a história de Ligeia, incluindo o nome de sua família, mas lembra sua bela aparência. Sua beleza, no entanto, não é convencional. Ele a descreve como emaciada, com alguma "estranheza". Ele descreve o rosto dela em detalhes, da testa "sem defeito" aos "orbes divinos" de seus olhos. Eles se casam, e Ligeia impressiona seu marido com seu imenso conhecimento de ciências físicas e matemáticas e sua proficiência em línguas clássicas. Ela começa a mostrar ao marido seu conhecimento da sabedoria metafísica e "proibida".
Depois de um período de tempo não especificado, Ligeia fica doente, luta internamente com a mortalidade humana e, finalmente, morre. O narrador, angustiado, compra e reforma uma abadia na Inglaterra. Ele logo entra em um casamento sem amor com "Lady Rowena Trevanion, de cabelos louros e olhos azuis, de Tremaine".
No segundo mês do casamento, Rowena começa a sofrer com agravamento de ansiedade e febre. Uma noite, quando ela está prestes a desmaiar, o narrador lhe serve um cálice de vinho. Drogado com ópio, ele vê (ou pensa que vê) gotas de "um líquido brilhante e de cor rubi" cair no cálice. Sua condição piora rapidamente, e alguns dias depois ela morre e seu corpo é embrulhado para o enterro.
Enquanto o narrador fica vigiando da noite para o dia, ele percebe um breve retorno de cor às bochechas de Rowena. Ela mostra repetidamente sinais de ressurreição, antes de recair na morte aparente. Enquanto ele tenta ressuscitar, os reavivamentos se tornam progressivamente mais fortes, mas as recaídas são mais finais. Quando amanhece, e o narrador está sentado emocionalmente exausto da luta da noite, o corpo encoberto revive mais uma vez, se levanta e caminha para o meio da sala. Quando ele toca a figura, suas bandagens caem para revelar massas de cabelos negros e olhos escuros: Rowena se transformou em Ligeia.

## Análise

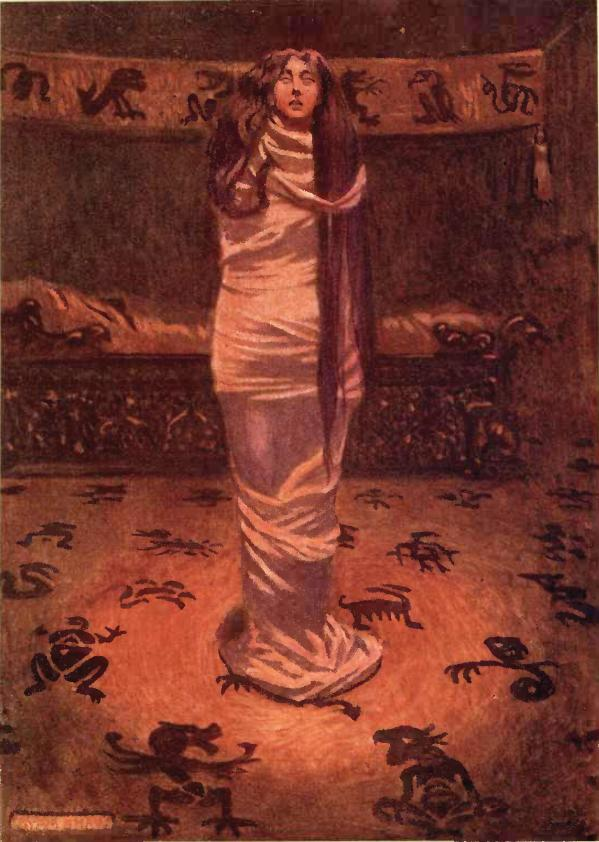
Ilustração de Byam Shaw, por volta de 1909

O narrador confia em Ligeia como se ele fosse criança, olhando-a com "confiança infantil". Em sua morte, ele é "uma criança tateando à noite" com "perversidade infantil". O biógrafo de Poe Kenneth Silverman observa que, apesar dessa dependência dele por ela, o narrador tem um desejo simultâneo de esquecê-la, talvez fazendo com que ele seja incapaz de amar Rowena. Esse desejo de esquecer é exemplificado em sua incapacidade de lembrar o sobrenome de Ligeia. A história nos diz, no entanto, que o narrador nunca soube seu sobrenome.
O narrador conta que Ligeia é extremamente inteligente, "como nunca havia conhecido em uma mulher". Mais importante, ela serviu como professora do narrador em "investigação metafísica". Portanto, seu conhecimento em misticismo, combinado com um intenso desejo de vida, pode ter levado ao seu reavivamento. A epígrafe de abertura, repetida no corpo da história, é atribuída a Joseph Glanvill, embora essa citação não tenha sido encontrada no trabalho existente de Glanvill. Poe pode ter inventado a citação e anexado o nome de Glanvill para associar-se à crença de Glanvill na bruxaria.
Ligeia e Rowena servem como opostos estéticos: Ligeia é uma morena de uma cidade do Reno, enquanto Rowena (que se acredita ter o nome do personagem de Ivanhoe) é uma loira anglo-saxônica. Essa oposição simbólica implica o contraste entre o romantismo alemão e inglês.
O que Poe estava tentando descrever exatamente na cena da metamorfose foi debatido, alimentado em parte por uma das cartas pessoais de Poe nas quais ele nega que Ligeia renasça no corpo de Rowena (uma declaração que ele mais tarde retrata). Se Rowena realmente se transformou na Ligeia morta, isso só é evidenciado nas palavras do narrador, deixando espaço para questionar sua validade. O narrador já foi estabelecido como um viciado em ópio, tornando-o um narrador não confiável. O narrador, no início da história, descreve a beleza de Ligeia como "o brilho de um sonho de ópio". Ele também nos diz que "na excitação dos meus sonhos com ópio, eu chamaria seu nome em voz alta, durante o silêncio da noite... como se... Eu pudesse restaurá-la para o caminho que ela abandonara... sobre a terra". Isso pode ser interpretado como evidência de que o retorno de Ligeia não passou de uma alucinação induzida por drogas.
Se o retorno de Ligeia da morte é literal, no entanto, parece resultar de sua afirmação de que uma pessoa morre apenas por uma vontade fraca. Isso implica, então, que uma vontade forte pode manter alguém vivo. Não está claro, no entanto, se é a vontade de Ligeia ou a vontade de seu marido que traz Ligeia de volta dos mortos. A doença dela pode ter sido absorvida.
O poema da história, The Conqueror Worm, também leva a alguns questionamentos sobre a suposta ressurreição de Ligeia. O poema mostra essencialmente uma admissão de sua própria mortalidade inevitável. A inclusão do poema amargo pode ter sido considerada irônica ou uma paródia da convenção da época, tanto na literatura quanto na vida. Em meados do século XIX, era comum enfatizar a sacralidade da morte e a beleza da morte (considere o personagem Little Johnny de Charles Dickens em Our Mutual Friend ou a morte de Helen Burns em Jane Eyre, de Charlotte Brontë). Em vez disso, Ligeia fala de medo personificado na "coisa vermelha de sangue". Outras interpretações foram sugeridas no entanto.
O amigo de Poe e o escritor sulista Philip Pendleton Cooke sugeriram que a história teria sido mais artística se a possessão de Rowena por Ligeia fosse mais gradual; Poe concordou mais tarde, embora ele já tivesse usado uma possessão mais lenta em Morella. Poe também escreveu que ele deveria ter posto a Rowena possuída por Ligeia voltando ao seu verdadeiro eu para que ela pudesse ser sepultada como Rowena, com "as alterações corporais gradualmente desaparecendo". No entanto, em uma carta subsequente, ele retirou esta declaração.

### Como sátira
Houve algum debate que Poe pode ter pretendido que Ligeia fosse uma sátira da ficção gótica. No ano em que Ligeia foi publicado, Poe publicou apenas duas outras peças em prosa: Siope—A Fable e The Psyche Zenobia, ambas sátiras de estilo gótico. As evidências que sustentam essa teoria incluem a implicação de que Ligeia é da Alemanha, uma das principais fontes de ficção gótica no século XIX, e que a descrição de suas dicas sugere muito, mas não diz nada, especialmente na descrição de seus olhos. O narrador descreve sua "expressão", que ele admite ser uma "palavra sem sentido". A história também sugere que Ligeia é um transcendentalista, um grupo de pessoas que Poe frequentemente criticou.

### Temas principais
- Morte de uma linda mulher (veja também: Berenice, A Queda da Casa de Usher, Morella)
- Ressurreição (veja também: A Queda da Casa de Usher, Morella, Metzengerstein)
- Abuso de substâncias (ver também: O Gato Preto, Hop-Frog)

## Histórico da publicação
Ligeia foi publicado pela primeira vez na edição de 18 de setembro de 1838 do The American Museum, uma revista editada por dois amigos de Poe, o Dr. Nathan C. Brooks e o Dr. Joseph E. Snodgrass. A revista pagou a Poe 10 dólares por Ligeia.
A história foi extensivamente revisada ao longo de sua história de publicação. Foi reimpresso em Tales of the Grotesque and Arabesque (1840), o volume de Phantasy Pieces (1842), e Tales by Edgar Allan Poe (1845), New World (15 de fevereiro de 1845) e Broadway Journal (27 de setembro de 1845). O poema The Conqueror Worm foi incorporado ao texto (como um poema composto por Ligeia) no New World.

## Recepção crítica
Charles Eames, do The New World, comentou: "A força e a ousadia da concepção e a alta habilidade artística, com a qual o objetivo do escritor é realizado, são igualmente admiráveis". Thomas Dunn English, escrevendo em Aristidean, em outubro de 1845, disse que Ligeia era "a mais extraordinária de suas produções".
O crítico e dramaturgo irlandês George Bernard Shaw disse: "A história da Lady Ligeia não é apenas uma das maravilhas da literatura: é incomparável e não abordada".

## Adaptações cinematográficas, televisivas ou teatrais
Roger Corman adaptou a história para The Tomb of Ligeia em 1964. Seria a última das oito adaptações de Corman para obras de Edgar Allan Poe.
O tema de Ligeia da morte e ressurreição de uma mulher amada foi posteriormente desenvolvido por Alfred Hitchcock em Vertigo.

A história também foi recentemente adaptada para o filme independente de 2008, originalmente conhecido pelo título Edgar Allan Poe's Ligeia, mas depois renomeado para The Tomb, do escritor John Shirley e produzido por Jeff Most, Donald P. Borchers. O filme é estrelado por Wes Bentley, Michael Madsen e Eric Roberts.